# Burni Kembar
Burni Kembar är ett berg i Indonesien.   Det ligger i provinsen Sumatera Utara, i den västra delen av landet, 1 500 km nordväst om huvudstaden Jakarta. Toppen på Burni Kembar är 2 122 meter över havet.
Terrängen runt Burni Kembar är kuperad åt nordost, men åt sydväst är den bergig. Runt Burni Kembar är det mycket glesbefolkat, med 3 invånare per kvadratkilometer. I omgivningarna runt Burni Kembar växer i huvudsak städsegrön lövskog.